# A Voz da Póvoa
A Voz da Póvoa é um jornal semanário regional publicado na Póvoa de Varzim, Portugal, fundado em 1938.